# Jacques Rivette

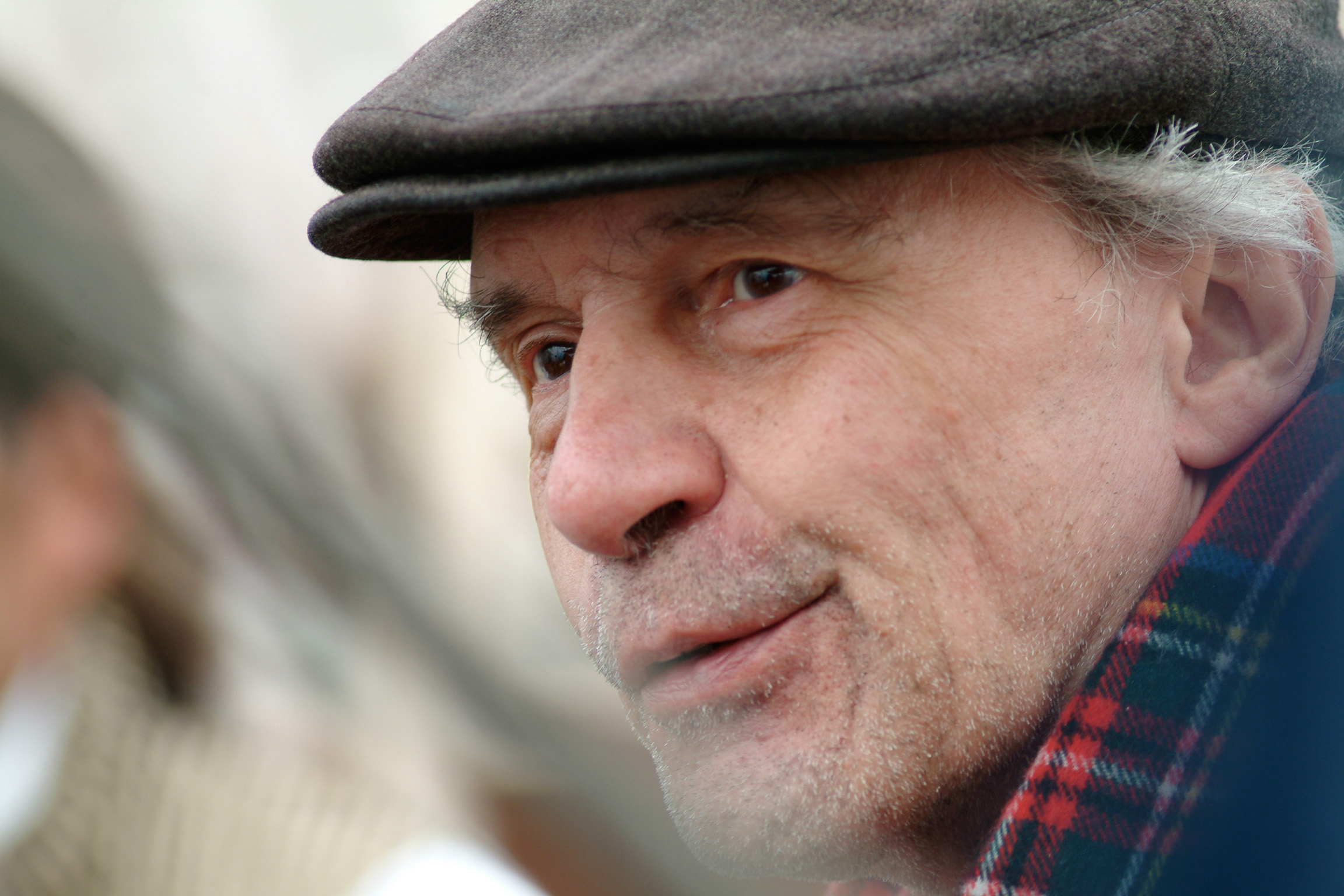
Jacques Rivette în 2006

Jacques Rivette (pronunția franceză: [ʒak ʁivɛt]; n. 1 martie 1928, Rouen, Franța – d. 29 ianuarie 2016, Paris, Métropole du Grand Paris, Franța) a fost un scenarist, regizor și critic de film din Franța.
Printre cele mai cunoscute filme care îi poartă semnătura se numără: Celine and Julie Go Boating, La Belle Noiseuse și Out 1..

## Viața și activitatea
A colaborat cu mai mulți actori celebri, printre care: Anna Karina, Emmanuelle Béart, Geraldine Chaplin, Jane Birkin, Juliet Berto, Nicole Garcia, Sandrine Bonnaire, Bulle Ogier, Laurence Côte, Nathalie Richard, Marianne Denicourt, Jeanne Balibar, Michel Piccoli, André Marcon, Sergio Castellitto, Jerzy Radziwilowicz.
În ceea ce privește critica, împreună cu Éric Rohmer a fondat Gazette du cinéma și apoi a intrat în calitate de colaborator la Cahiers du cinéma, la care în 1963 a devenit redactor-șef.

## Filmografie selectivă
- 1960 Parisul ne aparține (Paris nous appartient)
- 1966 Călugărița (Suzanne Simonin, la Religieuse de Diderot)
- 1968 Dragoste nebună (L'Amour fou)
- 1971 Out 1: Noli me tangere (în colaborare cu Suzanne Schiffman)
- 1974 Celine și Julie pleacă cu barca (Céline et Julie vont en bateau)
- 1976 Duelle
- 1976 Noroît
- 1981 Călușeii (Merry-Go-Round)
- 1982 Podul nordului (Le Pont du Nord)
- 1984 Dragostea pe jos (L'Amour par terre)
- 1986 La răscruce de vânturi (Hurlevent)
- 1988 Cele patru prietene (La Bande des quatre)
- 1991 La Belle Noiseuse
- 1994 Ioana fecioara (film în două părți: Jeanne la pucelle – Les Batailles și Les Prisons)
- 1995 Sus, jos, fragil (Haut bas fragile)
- 1998 Apărare secretă (Secret défense)
- 2001 Ghicește, dacă poți (Va savoir)
- 2003 Povestea Mariei și a lui Julien (Histoire de Marie et Julien)
- 2007 Ne touchez pas la hache
- 2009 36 vues du pic Saint-Loup